# Монті Норман
Монті Норман (уроджений Носерович; нар. 4 квітня 1928 — пом. 11 липня 2022) — британський композитор, музикант і співак. Автор мюзиклів Вест-Енду 1950-х і 1960-х років, він прославився як автор музичної теми для фільмів про Джеймса Бонда, яка вперше прозвучала у стрічці 1962 року «Доктор Ноу». Він отримав нагороду Айвора Новелло та премію Лоуренса Олів'є, а також став номінантом на премію Тоні.

## Раннє життя
Норман народився в робочому районі Степні в Іст-Енді Лондона 4 квітня 1928 року. Його батько, Абрахам Носерович, був єврейським столяром, який у дитинстві іммігрував до Великої Британії з Латвії; його мати, Енн (Берлін), також мала єврейське походження, працювала швачкою. Перші кілька років життя він жив зі своїми бабусею і дідусем, які також іммігрували.
У дитинстві під час Другої світової війни Нормана евакуювали з Лондона до Сент-Олбанса, але він повернувся під час «Бліцу». У 16 років мати подарувала йому першу гітару (Gibson). У молодості він проходив військову службу в Повітряних силах Великої Британії, де зацікавився кар'єрою співака. У цей час він також працював перукарем.

## Кар'єра
У 1950-х і на початку 1960-х років Норман був вокалістом біг-бендів, зокрема під керівництвом Сиріла Степлтона, Стенлі Блека, Теда Гіта та Ната Темпла. Він також співав у різноманітних естрадних шоу, його ім'я вказувалось на афіші поряд з іншими співаками та комедійними зірками, як-от Бенні Гілл, Гаррі Секомб, Пітер Селлерс, Спайк Мілліган, Гаррі Ворт, Томмі Купер, Джиммі Джеймс і Тоні Генкок. Одна з його пісень, «False-Hearted Lover», мала міжнародний успіх.
З кінця 1950-х років він перейшов від співу до написання композицій, зокрема й для інших виконавців, як-от Кліф Річард, Томмі Стіл, Каунт Бейсі, Боб Гоуп, а також писав тексти для мюзиклів і (згодом) фільмів. У 1957 та 1958 роках він написав тексти пісень мюзиклів «Зроби мені пропозицію», англомовної версії «Солодкої Ірми» (на основі французького мюзиклу 1956 року Александра Брефора та Маргеріт Монно; англійську версію номінували на Бродвейську премію Тоні у 1961 році) та «Експрессо Бонго» (який «Time Out» назвав першим рок-н-рольним мюзиклом). «Експрессо Бонго» написав Вольф Манковіц, мюзикл став хітом Вест-Енду, згодом на основі нього зняли фільм 1960 року з молодим Кліфом Річардом. Серед пізніших робіт Нормана — мюзикли «Пісенник» (також відомий у Нью-Йорку як «Пісенник Муні Шапіро»), який отримав номінацію «Тоні» та став лауреатом премії Айвора Новелло; «Поппі» (1982), який також був номінований на премію Айвора Новелло та виграв премію ТТВЕ (перейменовану на «Премію Лоуренса Олів'є» у 1984 році) як «Найкращий мюзикл». Він створив музику до фільмів компанії Hammer Film Productions «Два обличчя доктора Джекіла» (1960), «День, коли Земля загорілася» (1961), для кінокомпанії Боба Гоупа Eon Productions «Називай мене Бвана» (1963) та телевізійного мінісеріалу «Діккенс з Лондона» (1976).
Норман кілька років працював над своєю неопублікованою автобіографією «Тростина, сповнена бубликами».

## Музична тема для фільмів про Джеймса Бонда
Норман прославився як автор головної музичної теми франшизи про Джеймса Бонда та музики до першого фільму серії «Доктор Ноу». Норман отримував роялті за тему з 1962 року. Оскільки продюсери були незадоволені аранжуванням Нормана, Джон Баррі змінив його. Пізніше Баррі стверджував, що насправді це він написав тему, але Норман виграв дві різні справи про наклеп за твердження, що Баррі був композитором, останній проти «Санді таймс» у 2001 році. У документальному фільмі, створеному для DVD, «Всередині доктора Ноу» Норман виконав музичний твір «Bad Sign, Good Sign», який він написав для незнятого сценічного мюзиклу, заснованого на мюзиклі «Будинок для містера Бісваса», який, за його словами, у кількох місцях нагадує музичну тему Джеймса Бонда.
Між 1976 та 1999 роками сума роялті Нормана за використання музичної теми з часу випуску «Доктора Ноу» склала 485 000 фунтів стерлінгів.

## Особисте життя
У 1956 році Норман одружився з акторкою Діаною Коупленд. У них народилася донька. У 1975 пара розлучилася. У 2000 або 2001 році він одружився з Ріною Цезар. Вони були разом до його смерті. Він був парафіянином ліберальної єврейської синагоги.
Норман помер 11 липня 2022 року в лікарні в Слау. Йому було 94 роки, перед смертю він страждав від невизначеної нетривалої хвороби.

## Мюзикли
- Зроби мені пропозицію (1958)[1]
- Еспрессо Бонго (1958)[1][2]
- Солодка Ірма (1958)[1][2]
- Мистецтво жити (ревю, 1960)[17]
- Белль або балада про доктора Кріппена (1961)[1][2]
- Небезпека Скобі Прілта (1963)[1][4]
- Пінкус (1967)[1]
- Швидко, швидко, повільно (1969)[18]
- Stand and Deliver (1972)[1][19]
- Отже, кому потрібен шлюб? (1975)[1][19]
- Пісенник (1979)[1][19]
- Мак (1982)[1]
- Піноккіо (1988)[5]